# Assemblée communale
Pour un article plus général, voir Législatif communal en Suisse.
L'Assemblée communale ou assemblée primaire est le législatif non-élu de certaines communes de Suisse. Chaque citoyen fait partie de l'assemblée communale et peut y participer sur simple présentation du bulletin d'électeur. Elle est appelée Assemblée communale dans les cantons de Berne et de Fribourg, Assemblée primaire en Valais et Conseil général dans le canton de Vaud.
Cette structure est utilisée principalement pour de petites communes. 
Au-delà d'une certaine taille, le droit cantonal exige en général que le législatif soit organisé sous la forme d'un organe élu. Le nom de cet organe varie d'un canton à l'autre : Conseil de Ville (Jura), Conseil général (Valais, Fribourg) ou conseil communal (Vaud).
Le canton de Neuchâtel ne possède pas d'assemblées communales. En effet, la législation cantonale oblige les communes à posséder un conseil général pour assurer le pouvoir législatif (entre 15 et 41 membres, selon la grandeur de la commune).